# El Llobet (Mura)
El Llobet és una obra de Mura (Bages) protegida com a Bé Cultural d'Interès Local.

## Descripció
Cal Llobet està format per dues cases unides. L'estructura de totes dues és semblant: planta baixa semisoterrada, primer pis amb accés des del carrer, i segon pis sota teulada. La plata soterrani queda oberta al nivell dels horts per la banda de ponent, i la planta pis queda com a primer pis per la banda de ponent, i arran de carrer per la banda de llevant. Les dues cases han estat reformades recentment. La façana principal s'obre al carrer. L'accés a les dues cases es realitza per una única porta adovellada desplaçada al costat esquerre. Pel que fa a les finestres, n'hi ha tres a la planta baixa i set a la planta pis, més una balconera enrasada amb barana de ferro amb únicament tres finestres en aquesta planta i un seguit de finestres. Destaca la finestra conopial gòtica situada sobre la porta d'arc de mig punt.
La façana de posterior, orientada als horts, presenta tres plantes diferenciades en les que destaquen grups de tres arcs de mig punt amples a cada pis formant les eixides als pisos i coberts a la planta baixa. L'estructura de la casa es posa de manifest que es tracta d'un edifici que ha anar sofrint canvis al llarg del temps. La planta semisoterrani és la que albergava els cellers i corts. Consta de tres crugies, totes elles cobertes amb voltes de canó: la central en direcció N-S és una volta de canó apuntada, i és un espai en el que hi ha dues tines, una circular que s'ha adaptat com a escala, i una quadrada. També trobem un dipòsit subterrani que era per l'oli. El pis ha estat modificat i no conserva l'estructura antiga, únicament l'eixida. Davant la casa, als horts, queden restes de l'antic aqüeducte probablement medieval que portava aigua de la font del Foradot als horts i casa del Llobet.

## Història
El Llobet és una de les cases més antigues del nucli de Mura, ja que són esmentats el 950, quan Guifré Amat i un tal Llobet fan donació d'unes terres, vinyes i cases que tenien al terme de Nèspola al monestir de Sant Llorenç del Munt. En un document de 1035 s'esmenta com a terme les terres i vinyes de Lobeto situades al costat de Sant Martí. El 1580 Antoni Llobet, pagès de la parròquia de Sant Martí, fa un establiment a Joan Llonch, mestre de cases, d'una terra. En aquest moment la casa ja existiria al lloc actual. A la consueta de Mura de 1592 s'esmenten dues cases amb cognom Llobet: casa de la vídua Lobet amb 4 habitants, casa de Valentí Lobet amb 3 habitants.
Els mateixos hereus de cal Llobet conserven documentació en pergamí que fa referència a la casa i a diverses propietats dels Llobet. Aquesta casa seria molt probablement una de les primeres que es van construir al voltant de l'església de Sant Martí, formant una sagrera al meandre de la riera de Nespres o Nèspola, a la vall, probablement amb un inici d'ocupació al segle xi. Al segle xvi hi havia 21 cases a la sagrera que configuraven el nucli a l'entorn de l'església.